# Mistrzostwa Arabskie w Zapasach w 2015
Mistrzostwa rozegrano od 7 do 8 października 2015 roku w mieście Al-Dżadida (Maroko).

## Tabela medalowa
Gospodarz mistrzostw został zaznaczony kolorem.
| Poz. | Państwo          |    |    |    | Łącznie |
| ---- | ---------------- | -- | -- | -- | ------- |
| 1    | Maroko           | 11 | 4  | 1  | 16      |
| 2    | Algieria         | 2  | 3  | 1  | 6       |
| 3    | Jordania         | 1  | 2  | 3  | 6       |
| 4    | Katar            | 1  | 1  | 2  | 4       |
| 5    | Egipt            | 1  | 0  | 0  | 1       |
| 6    | Arabia Saudyjska | 0  | 5  | 4  | 9       |
| 6    | Palestyna        | 0  | 1  | 1  | 2       |
|      | Łącznie          | 16 | 16 | 12 | 40      |

## W stylu klasycznym
| Waga   | złoty                     | srebrny               | brązowy                    |
| ------ | ------------------------- | --------------------- | -------------------------- |
| 59 kg  | Al-Mahdi al-Masudi        | Abdelkarim Fergat     | Houssem Edine Abousif      |
| 66 kg  | Bilal El-Bahja            | Assem Tayel Alkharaba | Mohamed Elmari             |
| 71 kg  | Aziz Bu Allam             | Abd ar-Rahman Ibrahim | Bassam Abdelaziz Houssaoui |
| 75 kg  | Chalid as-Sahli           | Hiszam Burmal         | ----                       |
| 80 kg  | Mahmud Fauzi Raszad       | Zijad Ajt Ikram       | Sultan Eid                 |
| 85 kg  | Hamza Bumadjan            | Adam Budżamalin       | Alaa Alwicha               |
| 98 kg  | Jahja Muhammad Abu Tabich | Anas al-Mukabbir      | Mohamed Ahmed Falata       |
| 130 kg | Rida Hinani               | Hamzeh Odtalla        | Hamid Dahri                |

## W stylu wolnym
| Waga   | złoty                 | srebrny                    | brązowy             |
| ------ | --------------------- | -------------------------- | ------------------- |
| 57 kg  | Szakir Ansari         | Rami Ismail Moussa         | ----                |
| 61 kg  | Zindine Ait Hamidine  | Mouayed Ahmed Abdallah     | ----                |
| 65 kg  | Abd ar-Rahman Ibrahim | Redouane Benhia            | Saad Mohamed Eraoui |
| 70 kg  | Jasin Sardi           | Bassam Abdelaziz Houssaoui | Mohamed Elamri      |
| 74 kg  | Hamza al-Musawi       | Aziz Bu Allam              | Khalil Ibrahim Ali  |
| 86 kg  | Bilel Hadhri          | Alaa Alwicha               | Hamza Bumadjan      |
| 97 kg  | Anas al-Mukabbir      | Mohamed Ahmed Falata       | ---                 |
| 125 kg | Rida Hinani           | Salem Kamzem Alkahtani     | Hamzeh Odtalla      |